# Fissidens unipapillosus
Fissidens unipapillosus là một loài Rêu trong họ Fissidentaceae. Loài này được Brugg.-Nann. mô tả khoa học đầu tiên năm 2004.